# Hospital Militar de Barcelona
L'Hospital Militar de Barcelona era un complex hospitalari situat a l'avinguda homònima (actualment de Vallcarca) de Barcelona. Inaugurat el 1937, va estar en servei fins al 1999, quan el Ministeri de Defensa el traspassà a la Generalitat de Catalunya, que el transformà en el Parc Sanitari Pere Virgili.

## Història i descripció
A mitjans del segle xix l'hospital militar era a la casa de la Missió, al carrer dels Tallers, però a cauda de les males condicions higièniques del barri, a causa de la proximitat de fàbriques, així com per les queixes dels veïns, es començà a buscar un lloc més idoni per a l'hospital. El 1882 es va intentar traslladar-lo a les Corts, però els veïns s'hi oposaren. El 1925 hi hagué un projecte de traslladar-lo a l'antiga fàbrica Casaramona, que es va desestimar per l'elevat cost d'adequar l'edifici a hospital. El 1927 la Junta Mixta d'Urbanització i Aquarterament va decidir que l'edifici de l'hospital militar havia de ser de nova planta. Es va publicar un concurs de compra del terreny, que van guanyar els hereus de Josep Jover i Casas (fundador de la Banca Jover), amb la finca de Can Fregadell, també coneguda com a Mas Llacsalí, situada aleshores al terme municipal de Sant Genís dels Agudells (Horta). Amb 106.108 m². era limitada per la carretera de Cornellà a Fogars de Tordera (actual passeig de la Vall d'Hebron) i per les rieres d'Andala i de Llacsalí, que l'Ajuntament estava en tràmits d'urbanitzar (actualment són l'avinguda de Vallcarca i el carrer d'Esteve Terradas).
El 21 de novembre de 1931 es va subhastar la construcció de l'edifici, que va guanyar l'empresa Foment d'Obres i Construccions SA. Les obres foren dirigides pel coronel d'enginyers Josep Roca Navarra i el tinent coronel d'enginyers Josep Sans Forcadas. La seva construcció es veié alentida per desavinences entre el contractista i la Junta Mixta d'Urbanització i Aquarterament, així com per la vaga general de la construcció, que durà 4 mesos. Amb l'esclat de la Guerra Civi, tot i que l'hospital no estava acabat, s'hi portaren soldats ferits. La inauguració oficial va ser a la primavera de 1937. El director era el doctor Cecilio Linares Vergara. L'entrada estava al carrer de Ca l'Alegre, 1. Per al moblament dels edificis empreses afins a la república van fer donacions. Un dels malalts il·lustres va ser Frederic Escofet i Alsina, cap dels Mossos d'Esquadra i comissari general de l'Ordre Públic de Catalunya, al que una bala li destrossà la ma a la presa de Terol, a finals de 1937. L'operà el doctor Joaquim Trias i Pujol, llavors director de l'hospital. El president Companys l'anà a recollir a l'hospital, tot i no estar del tot curat.
Inicialment les infermeres eren monges, però moltes d'elles eren antirepublicanes, i van ser expulsades. Es van proveir 1.500 places d'infermeres per a l'hospital. La màxima del director Trias i Pujol i del metge Moisès Broggi i Vallès era que allí es curaven tots els soldats ferits, independentment del bàndol al que pertanyien. Alexandre Deulofeu hi realitzà tasques al laboratori.
El 23 de gener de 1939, amb l'entrada de les tropes nacionals a Barcelona, molts metges, entre ells Trias i Pujol, marxaren cap a França. Els que es quedaren foren depurats, com Moisès Broggi, que substituí Trias. Les Filles de la Caritat tornaren a l'hospital, que el gener del 1942 fou visitat pel general Franco, motiu pel qual se li va posar el nom d'Hospital Militar del Generalísimo. Amb la urbanització de la riera d'Andala, que el 1942 passà a anomenar-se avinguda de l'Hospital Militar, es traslladà l'entrada principal a aquesta via, essent construïts un parell d'edificis destinats a oficines i es traslladà el pavelló d'infecciosos a la part més alta. El 1959 es va inaugurar el pavelló de Maternitat, per a les dones dels soldats.
El 19 d'abril del 1999 es va subscriure un conveni de cessió entre el Ministeri de Defensa i la Generalitat de Catalunya, i el 2002, aquesta el va comprar per 26 milions d'euros.